# Karel Angelis
Karel Angelis (6. června 1913, Dolní Cerekev –⁠ 26. února 1982, Praha?) byl český pedagog, první ředitel Pedagogického institutu v Hradci Králové (předchůdce Univerzity Hradec Králové) a proděkan Filozofické fakulty Univerzity Karlovy.

## Životopis

### Mládí a studia
Karel Angelis se narodil 6. června 1913 v Dolní Cerekvi. Vystudoval Školu vysokých studií pedagogických v Praze a poté vyučoval na základních i středních školách. Podílel se na levicovém protifašistickém odboji za druhé světové války v rámci tzv. Učitelské unie. Roku 1942 vstoupil do KSČ. Po osvobození byl zvolen prvním předsedou revolučního národního výboru v Horních Počernicích. Po druhé světové válce pokračoval ve studiu na Pedagogické fakultě Univerzity Karlovy, kde získal titul doktor pedagogiky, později titul kandidát pedagogických věd. Od 1. října 1948 pracoval jako asistent semináře pedagogiky a později katedry pedagogiky na Pedagogické fakultě Univerzity Karlovy v Praze a od roku 1953 jako odborný asistent na katedře pedagogiky při Vysoké škole pedagogické v Praze. V padesátých letech se též podílel na sepsání publikace Dějiny pedagogiky.

### V Hradci Králové
Od roku 1959 byl členem školské komise při KV KSČ v Hradci Králové a podílel se na zakládání Pedagogického institutu v Hradci Králové, jehož se 1. srpna 1959 stal prvním ředitelem. Roku 1960 byl jmenován docentem bez habilitačního řízení. Po transformaci Pedagogického institutu na Pedagogickou fakultu se stal jejím děkanem do roku 1968, kdy ve světle událostí pražského jara vyšla najevo nespokojenost akademické obce s jeho autokratickým způsobem řízení a on abdikoval. Vystřídal jej Josef Kittler. Během pražského jara se angažoval v konzervativním radikálním uskupení Levá fronta. V říjnu 1969 však Kittler rezignoval a děkanem byl zvolen opět Angelis.

### Pozdní léta a smrt
30. září 1970 opustil funkci děkana a odešel do Prahy. Zde měl vykonávat funkci náměstka ministra školství, na funkci však nestačil a roku 1971 byl jmenován (opět bez habilitačního řízení) profesorem pedagogiky na Pedagogické fakultě Univerzity Karlovy. Roku 1973 byl jmenován proděkanem pro ideologickou a politickovýchovnou práci a zahraniční styky FF UK. V této funkci se udržel do roku 1980 a stal se nechvalně známým nejen pro perzekuci studentů, ale i pro nařízení všem pedagogům fakulty, aby korespondenci posílali v nezalepených obálkách, aby jako cenzor mohl zkontrolovat jejich nezávadnost.
V roce 1977 odsoudil Chartu 77 prohlášením: „...celou záležitost nelze dramatizovat, neboť hrstka lidí, která pamflet podepsala, stojí osamocena proti obrovské vůli pracujícího lidu...“.
Karel Angelis zemřel pravděpodobně v Praze 26. února 1982.

## Ocenění
- Vyznamenání Za zásluhy o výstavbu (1963)[15]
- Řád práce (1979)[16]

V nekrologu uveřejněném v pedagogických zprávách obdržel roku 1948 Řád Vítězného února. V oficiálním seznamu Kanceláře prezidenta republiky však jeho jméno nefiguruje.